# Salutări de la Agigea
Salutări de la Agigea este un film românesc din 1984 regizat de Cornel Diaconu. Rolurile principale au fost interpretate de actorii Șerban Ionescu, Ștefan Velniciuc și Doina Deleanu.

## Distribuție
Distribuția filmului este alcătuită din:
- Șerban Ionescu — Ștefan Aștefanei, șofer de basculantă
- Ștefan Velniciuc — Rădoi, profesorul supraveghetor al elevilor
- Doina Deleanu — Lia Mihai, muncitoare la cantină, logodnica lui Aștefanei
- Nae Caranfil — Dan Ionescu, elev premiant (menționat Nicolae Caranfil)
- Florentin Dușe — Pavel, elev brigadier
- Cristian Șofron — Aurel, elev brigadier
- Cerasela Stan — Geta, pontatoare pe șantier
- Manuela Ciucur — Corina, membră a Cineclubului „Floarea de colț”
- Dan Puric — Sile, elev brigadier
- Cristian Rotatu — Anghel Dumitru, elev brigadier
- Atanase Lascu — Spiridon, elev brigadier
- Dan Berlogea
- Ionel Mihăilescu — șofer de basculantă
- Ionel Frățilă
- Dan Nanoveanu — comandantul Șantierului Național al Tineretului
- Ion Cojar — tatăl lui Dan
- Maria Dumitrache-Caraman — mama lui Dan
- Magda Catone — excavatoristă
- Rodica Ciapă
- Emil Sasu
- Anton Bereni
- Matei Ion
- Vasile Gherghilescu
- Mircea Stoian
- Avram Birău
- Miruna Birău
- Dorina Urmaciu
- Virgil Simion
- Ovidiu Miculescu
- Dina Marin

## Primire
Filmul a fost vizionat de 1.460.136 de spectatori în cinematografele din România, după cum atestă o situație a numărului de spectatori înregistrat de filmele românești de la data premierei și până la data de 31 decembrie 2014 alcătuită de Centrul Național al Cinematografiei.